# 莱萨布勒多洛讷 (旧市镇)
莱萨布勒多洛讷（法語：Les Sables-d'Olonne，法語發音：[le sabl dɔlɔn] ⓘ）是法国卢瓦尔河地区大区旺代省的一个旧市镇，位于该省西部，大西洋海滨，也是该省的一个原副省会，下辖莱萨布勒多洛讷区。2019年1月1日，莱萨布勒多洛讷和相邻的滨海奥洛讷及奥洛讷堡合并为新的莱萨布勒多洛讷，并成为政府驻地。

## 地理
莱萨布勒多洛讷（46°29'47"N, 1°47'5"W）面积8.83 平方千米，位于法国卢瓦尔河地区大区旺代省，该省份为法国西部沿海省份，北起大西洋卢瓦尔省和曼恩-卢瓦尔省，西临大西洋，南至滨海夏朗德省，东部及东南部与德塞夫勒省接壤。
与莱萨布勒多洛讷接壤的市镇（或旧市镇、城区）包括：奥洛讷堡、滨海奥洛讷。
莱萨布勒多洛讷的时区为UTC+01:00、UTC+02:00（夏令时）。

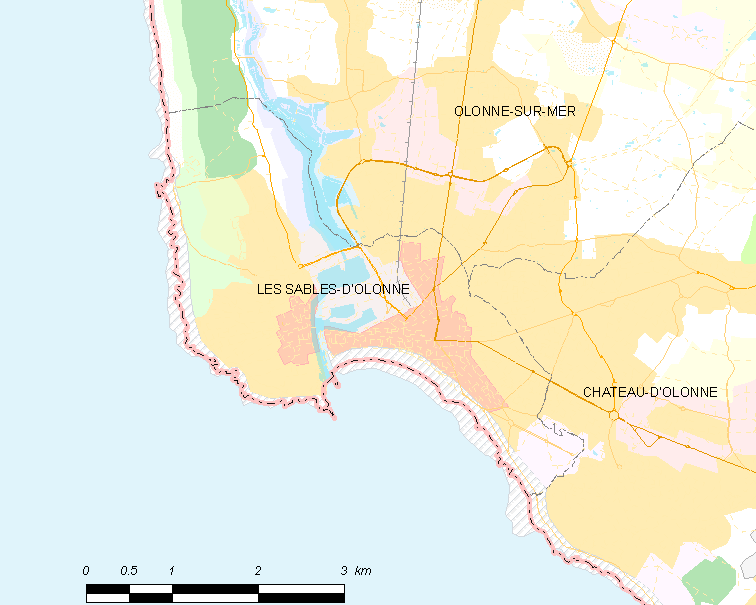
莱萨布勒多洛讷的OSM定位图

## 行政
莱萨布勒多洛讷的邮政编码为85100，INSEE市镇编码为85194。

## 政治
莱萨布勒多洛讷所属的省级选区为莱萨布勒多洛讷县。

## 交通
- 莱萨布勒多洛讷站

## 人口

1962-2008年间莱萨布勒多洛讷人口变化图示

莱萨布勒多洛讷于2017年1月1日时的人口数量为14545人。